# Who'd Have Known
"Who'd Have Known" é uma canção da cantora e compositora britânica Lily Allen, de seu segundo álbum de estúdio, It's Not Me, It's You (2009). A canção foi lançada em 30 de novembro de 2009 através da Regal Recordings. A canção foi escrita por Allen juntamente com Greg Kurstin e contém interpolações da canção "Shine" de Take That. Os críticos contemporâneos elogiaram a música e os vocais quentes de Allen, enquanto o vídeo da música retrata Allen como uma fã de Elton John.
A música tem amostras colhidas com destaque na canção do rapper americano T-Pain "5 O'Clock", na qual Allen é creditada como uma artista participante.

## Faixas e formatos
- CD single do Reino Unido:[2]

1. "Who'd Have Known" — 3:51
2. "Who'd Have Known (Instrumental)" — 3:48

- Promo dos Estados Unidos/Reino Unido:[2]

1. "Who'd Have Known" — 3:51
2. "Who'd Have Known (Instrumental)" — 3:48

- Download digital:[3]

1. "Who'd Have Known" — 3:51
2. "Who'd Have Known (Instrumental)" — 3:48
3. "The Fear" (Death Metal Disco Scene Vocal Remix) — 5:42

## Créditos e pessoal
- Vocais principais — Lily Allen
- Composição — Lily Allen, Greg Kurstin e membros de Take That.
- Produção — Greg Kurstin
- Mixagem — Greg Kurstin
- Masterizado por — Geoff Pesche

## Desempenho nas tabelas musicais
| Tabela musical (2009)    | Melhor posição |
| ------------------------ | -------------- |
| Australian Singles Chart | 54             |
| Isareli Singles Chart    | 8              |
| UK Singles Chart         | 39             |